# La señorita de Tacna
La señorita de Tacna  es una obra de teatro en dos actos del escritor peruano Mario Vargas Llosa. El estreno tuvo lugar en el Teatro Blanca Podestá, de Buenos Aires el 26 de mayo de 1981 protagonizada por Norma Aleandro con dirección de Emilio Alfaro. La obra fue repuesta en Buenos Aires por Aleandro en el Teatro Maipo en 2005.
La edición impresa fue publicada por la editorial Seix Barral también en 1981.
Está considerada la primera obra teatral de su autor, aunque es la segunda, pues la precedió La huida del Inca (1952), escrita cuando contaba únicamente 16 años, para una función escolar.

## Argumento de la obra

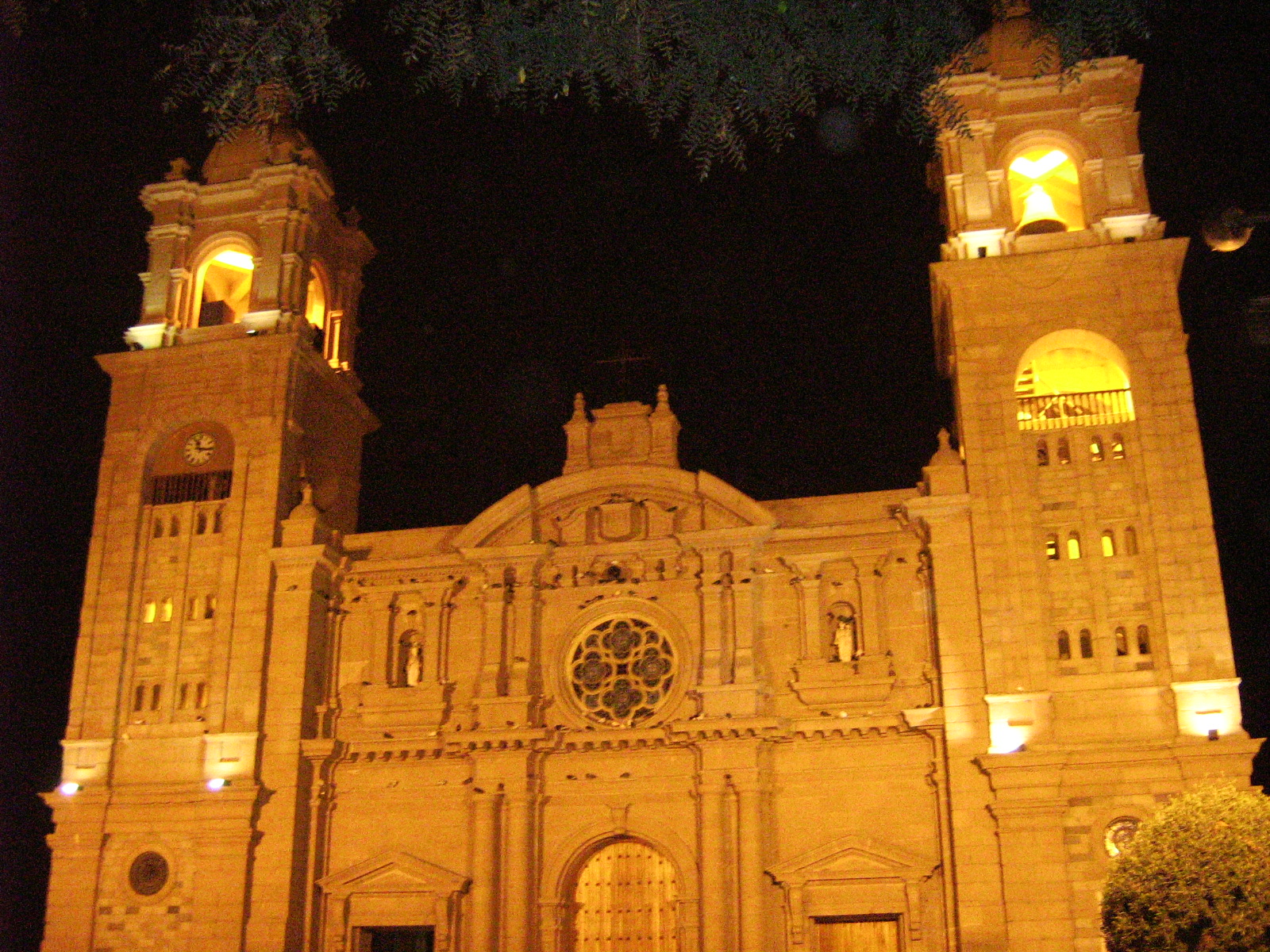
Catedral de Tacna

El tema abordado es el siguiente: "La señorita de Tacna es un drama que trata de exponer el proceso que sigue el escritor para objetivar en el escenario un mundo de naturaleza ficticia; en definitiva, esta obra trata sobre el proceso que sigue un escritor para generar o inventar historias".
La señorita de Tacna, a la que sus familiares llaman Mamaé o Elvira, fue una joven que resultó engañada por su novio, el oficial chileno Joaquín. Los hechos tuvieron lugar a principios del siglo XX en la ciudad de Tacna, en el desierto costero del Perú. Elvira rompió con Joaquín y se quedó soltera para siempre.

## Representación en Argentina
Su estreno mundial tuvo lugar en el Blanca Podestá en 1981, dirigida por Emilio Alfaro y protagonizada por Norma Aleandro, Franklin Caicedo, Adriana Aizemberg, Leal Rey, Rubén Stella, Camila Perissé y Patricio Contreras.
El mismo elenco la estrenó luego en Lima en el Teatro Marsano.
Fue representada en Mar del Plata por Aleandro en 1987-88 y repuesta en el 2005.

## Representación en España
Estrenada en el Teatro Los Remedios de Sevilla, el 17 de noviembre de 1983, dirigida por Emilio Alfaro e interpretada por Aurora Bautista, Pedro Valentín, José María Escuer, Maite Brik, Trinidad Rugero, José Alises, Myriam de Maeztu y José María Rueda.

## Representación en México
Se estrenó en el Teatro Insurgentes de la Ciudad de México en 1985, dirigida por José Luis Ibáñez e interpretada por Silvia Pinal y Margarita Gralia, entre otros.